# Puéchabon
Puéchabon (okzitanisch Puèg-Abon) ist ein südfranzösischer Ort und eine Gemeinde (commune) mit 507 Einwohnern (Stand 1. Januar 2022) im Département Hérault in der Region Okzitanien.

## Lage und Klima
Der etwa 160 m hoch gelegene Ort Puéchabon liegt im Gebiet der Garrigue in den südlichen Ausläufern der Cevennen im Quellgebiet mehrerer Bäche, deren Wasser in den nur etwa fünf Kilometer westlich gelegenen Fluss Hérault gelangt. Nächstgelegene Großstadt ist das ca. 40 km (Fahrtstrecke) südöstlich gelegene Montpellier, aber auch die südlich gelegene Küstenstadt Sète ist nur ca. 55 Kilometer entfernt. Im Umkreis von nur etwa 10 km liegen die historisch und kulturell bedeutsamen Orte Aniane und Saint-Guilhem-le-Désert. Das sowohl vom Mittelmeer als auch von den Bergen des Zentralmassivs beeinflusste Klima ist mild bis gemäßigt; Regen (ca. 710 mm/Jahr) fällt überwiegend im Winterhalbjahr.

## Bevölkerungsentwicklung
| Jahr                       | 1800 | 1851 | 1901 | 1954 | 1999 | 2019 |
| Einwohner                  | 669  | 893  | 651  | 270  | 346  | 499  |
| Quellen: Cassini und INSEE |      |      |      |      |      |      |

Die Reblauskrise im Weinbau, die zunehmende Mechanisierung der Landwirtschaft, die Aufgabe bäuerlicher Kleinbetriebe („Höfesterben“) und die daraus resultierende Arbeitslosigkeit auf dem Lande haben in der ersten Hälfte des 20. Jahrhunderts zu einem deutlichen Rückgang der Einwohnerzahlen geführt, von dem sich der Ort nur langsam erholt.

## Wirtschaft
In der zerklüfteten und felsigen Umgebung waren traditionell der Weinbau und die Viehwirtschaft von Bedeutung.

## Geschichte

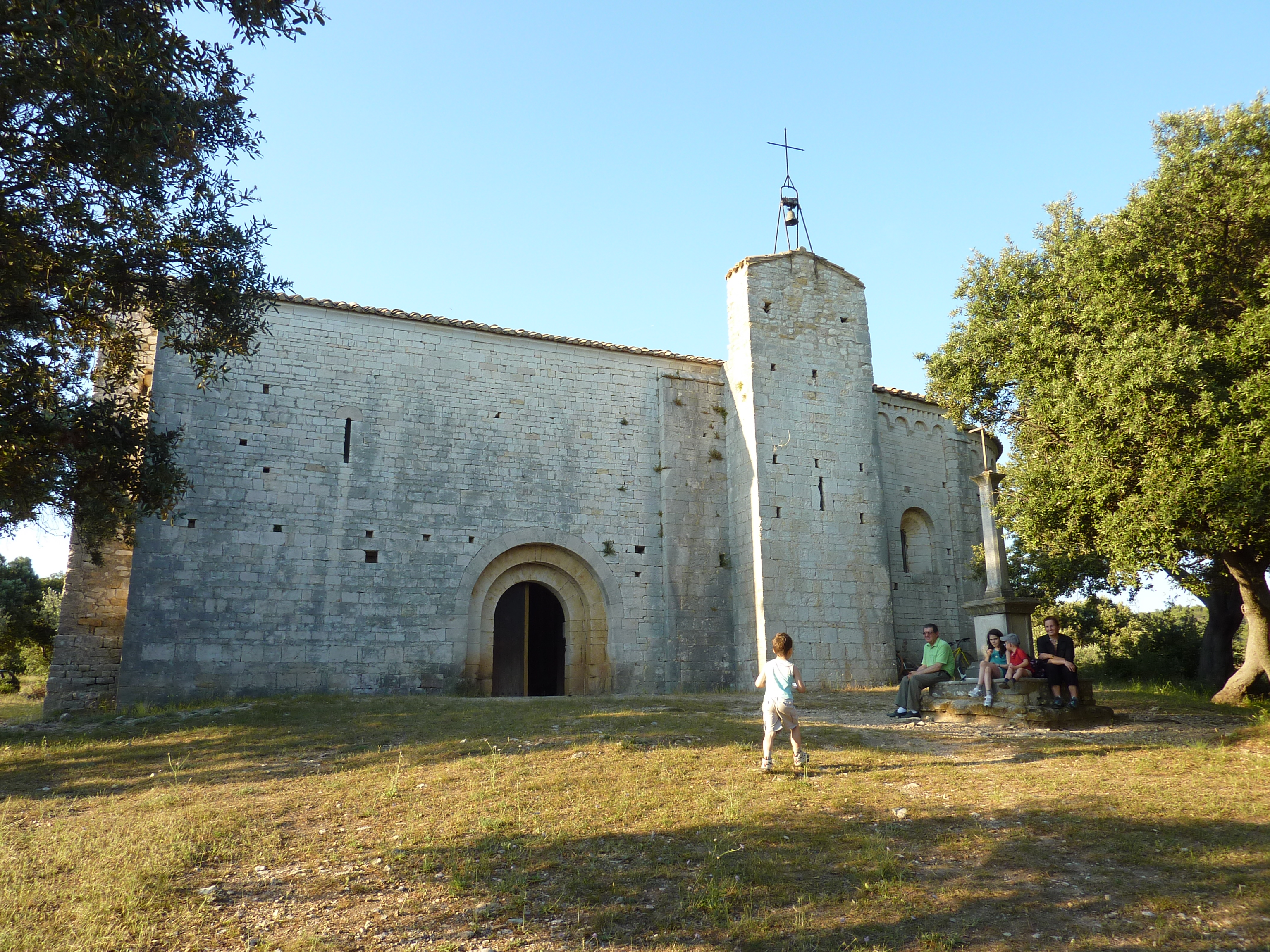
Église Saint-Sylvesre-des-Brousses

Der Ort wird möglicherweise bereits in einer Urkunde aus der Zeit Karls des Großen (777) erwähnt. Vielleicht schon im 10. Jahrhundert wurde er als Runddorf (circulade) neugebaut.

## Sehenswürdigkeiten
- Die Église Notre-Dame oder auch Saint-Pierre-aux-Liens ist ein einschiffiger spätgotischer Bau mit einem Glockenturm (clocher) aus dem 18. Jahrhundert.
- Ein nach allen Seiten offener Waschplatz (lavoir) befindet sich am Ortsrand.